# Feadz
Feadz (bürgerlicher Name Fabien Pianta) ist ein französischer Techno-DJ, der gelegentlich auch unter dem Pseudonym Zdaef oder DJ Feadz auftritt. Er ist der Sohn von Bernard Pianta. Feadz war unter anderem an Mr. Oizos LP Analog Worms Attack beteiligt und hat eine Reihe von Singles bei den Plattenlabels BPitch Control und Ed Banger Records veröffentlicht.
Er ist insbesondere für seine Zusammenarbeit mit der amerikanischen Sängerin Uffie bekannt. Feadz führte sie in die elektronische Musikszene von Paris ein. Von 2005 bis 2008 waren sie ein Paar.

## Diskografie

### Singles und EPs
- 2001 – High-B (BPitch Control)
- 2003 – On Level M (BPitch Control)
- 2004 – Maxi Beef (BPitch Control)
- 2005 – Forward 4 EP (BPitch Control)
- 2008 – Happy Meal (Ed Banger Records)
- 2009 – Funk Mundial #9 (Man Recordings)
- 2009 – People Numbers Money Business (Ed Banger Records)